# Edvard Valenta
Edvard Valenta (22. ledna 1901 Prostějov – 21. srpna 1978 Praha) byl český prozaik, básník a publicista.

## Život

### Mládí
Edvard Valenta se narodil 22. ledna 1901 v rodině prostějovského zubního lékaře Antonína Valenty. V matrice je zapsán jako Eduard, křestní jméno Edvard přijal později. Otec pocházel ze vsi Roštín u Kroměříže, matka z podnikatelské rodiny Chmelařů.
V roce 1903 mu nejprve zemřel na souchotiny otec, o čtyři roky později na tutéž nemoc i matka.
Spolu se sestrami se ho ujal strýc František Kovářík (manžel sestry zemřelé matky), v té době spolumajitel prostějovské firmy F. a J. Kovařík (po sloučení Wikov), politik a předválečný ministr.
Edvard Valenta maturoval v roce 1918 na prostějovské reálce. Ve stejné době studoval na místním gymnáziu spolu s Valentovou sestrou Olgou
 Jiří Wolker; s ním Valenta redigoval 2. ročník Sborníku českého studentstva na Moravě a ve Slezsku. Nedostatek lásky v pěstounské rodině, stejně tak jako sebevražda sedmnáctileté sestry Věry se zobrazují v jeho díle v některých autobiografických ohlasech.

### Novinář
Na brněnskou techniku nastoupil Edvard Valenta na přání svého pěstouna Františka Kováříka, který očekával jeho angažovanost v prostějovském podniku. Vystudoval však pouze čtyři semestry (1918–1920) a po příležitostných zaměstnáních nastoupil v roce 1920 do brněnské redakce Lidových novin. V Lidových novinách je působil v brněnské redakci i v olomoucké a pražské pobočce, nejprve jako stenograf, později redaktor a v závěru jako vedoucí redaktor kulturní a literární části a politický úvodníkář. Za finanční podpory Jana Antonína Bati cestoval po světě jako reportér a také J. A. Baťu doprovázel při jeho cestě po USA v roce 1939.

### Za německé okupace
V roce 1940 se po zákazu novinářské činnosti stal spisovatelem z povolání. V roce 1942 se přestěhoval z Prahy do Voznice u Příbrami; zde žil nejprve ve vile, kterou měl v obci pronajatu Oldřich Nový. Ke konci války, když již žil v jiném domě, ukrýval Valenta se svou ženou ve Voznici sovětskou partyzánku–lékařku. (Příběh ukrývané partyzánky popsal Valenta ve Svobodných novinách pod pseudonymem Emil Krejčí, aniž by uvedl, že se jedná o jeho osobní zážitek.)

### Po druhé světové válce
Po válce byl odpovědným redaktorem týdeníku Dnešek a Knihovny Svobodných novin; byl redaktorem Svobodných novin. (Lidové noviny, které vycházely v průběhu okupace musely být takto přejmenovány a k původnímu názvu se vrátily až 9. 5. 1948). V té době (1945–1948) byl šéfredaktorem Svobodných novin Ferdinand Peroutka. Na sklonku roku 1948 byl Edvard Valenta zatčen a držen ve vazbě půl roku. Soud ho následně zprostil obžaloby.
Edvard Valenta zemřel 21. 8. 1978 v Praze. Od roku 2005 jsou jeho ostatky uloženy na prostějovském hřbitově, poblíž hrobu jeho přítele z mládí Jiřího Wolkera.

### Rodinný život
Se svou první ženou měl tři děti, dceru Edvardu
 a syny Martina a Jiřího. Na sklonku života ovdověl a oženil se podruhé. V stáří trpěl chorobou vnitřního ucha (Menièrova choroba), která vedla k jeho ohluchnutí.

## Posmrtná pocta
Na počest svého rodáka pojmenovalo město Prostějov ulici Edvarda Valenty a Základní školu Edvarda Valenty.

## Dílo

### Literární dílo
Jeho prvním významným spisovatelským počinem je knižní zpracování příběhů českého polárníka Jana Welzla z třicátých let, na kterém pracoval společně s přítelem Bedřichem Golombkem. Jeho stěžejním dílem je psychologický román Jdi za zeleným světlem (1956) odehrávající se na sklonku 2. světové války; jím navazuje na linii prózy 30. let 20. století, ale též na díla soudobá – Ptáčníkův Ročník jednadvacet (1954) a Otčenáškův román Občan Brych (1955). Přijetí románu kritikou bylo v době vydání rozporné – od nadšení k odmítání. Dosud nedoceněný je Valentův posmrtně vydaný román Žít ještě jednou.

#### Soupis publikovaných děl (v závorce první vydání)
- Zrána (Vladimír Žikeš, Plzeň, 1926)
- Trh před svatým Mikulášem (Vladimír Žikeš, Plzeň, 1927)
- Voříškova dobrodružství (text k obrázkům Ondřeje Sekory, Brněnské knižní nakladatelství, 1928)
- Třicet let na zlatém severu (autor Jan Eskymo Welzl za spolupráce Edvarda Valenty a Bedřicha Golombka, Fr. Borový, Praha, 1930)
- Po stopách polárních pokladů (autor Jan Eskymo Welzl za spolupráce Edvarda Valenty a Bedřicha Golombka, Fr. Borový, Praha, 1932)
- Trampoty eskymáckého náčelníka v Evropě: Nejtěžší léta Eskymo Welzla (autoři Edvarda Valenta a Bedřicha Golombek, Fr. Borový, Praha, 1932
- Ledové povídky (autor Jan Eskymo Welzl za spolupráce Edvarda Valenty a Bedřicha Golombka, Fr. Borový, Praha, 1934)
- Několik let (básně, Fr.Borový, Praha, 1934)
- Královnino tajemství (il. Eduard Milén, příloha sborníku Grafické práce Hollar, Praha, 1935)
- Tajemný Zlíňan (vydal A. Drégr, Praha, 1935)[pozn. 7]
- Návrat (il. Karel Svolinský, F. Brázdil, Prostějov, 1936)
- Po stopách polárních pokladů (autor Jan Eskymo Welzl za spolupráce Edvarda Valenty a Bedřicha Golombka, Fr. Borový, Praha, 1936)
- Lidé, které jsem potkal cestou (americké povídky, Fr. Borový, Praha, 1939)
- Strýček Eskymák (podle vyprávění Eskymo Welzla, Čin, Praha, 1941)
- Druhé housle (román o velké cestě Emila Holuba, ELK, Praha, 1943)
- Kouty srdce a světa (povídky, ELK, Praha, 1946)
- Kvas (ELK, Praha, 1947)
- Novoroční Arizonou (St. Kuchař, Hradec Králové, 1947)
- Světem pro nic za nic (příběhy z potulek, St. Kuchař, Hradec Králové, 1947)
- Poprvé a naposledy (Jaromír Mrskoš, Praha, 1948)
- Jdi za zeleným světlem (román, Československý spisovatel, Praha, 1956)
- Nejkrásnější země (příběhy z potulek, Československý spisovatel, Praha, 1958)
- Trám (Československý spisovatel, Praha, 1963)
- Dlouhán v okně (detektivní román, Československý spisovatel, 1965)
- Srdce a poklad (dřevoryty Michael Florian, Československý spisovatel, 1969)
- Život samé psaní (zážitky z dětství a mládí, až po vstup do brněnských Lidových novin, kresby Eduard Milén, Symposium, 1970)
- Žil jsem s miliardářem (samizdatová Petlice 1977, potom Blok, Brno, 1990)
- Žít ještě jednou (vydáno posmrtně: samizdatová Petlice, 1980 a 1981; potom exilový Index, Kolín nad Rýnem, 1984, dále Akropolis, Praha, 2000)

### Rozhlasové hry
- Z nového světa (1963)
- Ukradený vynález (1964)
- Včera, jednou, tenkrát… (1964)

### Filmografie
- Den v Káhiře a Nilskou deltou do Alexandrie (komentář k dokumentům, 1956)
- Případ ještě nekončí (autor scénáře, 1957)
- Jdi za zeleným světlem (autor námětu TV filmu, 1968)

Na jeho počest natočili prostějovští amatérští filmaři dokument podle stejnojmenné knihy Život samé psaní. Premiéra se uskutečnila v lednu 2010.

### Novinářská práce
Publikace v periodikách Lidové noviny, Moravská orlice, Lumír, Niva, Topičův sborník aj.

## Zajímavost
O tehdejší popularitě dnes už polozapomenutých autorů Edvarda Valenty a Bedřicha Golombka, stejně jako o popularitě jejich díla o Eskymu Welzlovi, svědčí román Válka s Mloky (poprvé v Lidových novinách 1935–1936). Karel Čapek v něm v části Pan Golombek a Pan Valenta nechal své redakční kolegy, coby reportéry, zpovídat kapitána van Tocha (Vantocha). Kapitán van Toch navíc hovoří jazykem podobným vyjadřování Eskymo Welzla.